# Vranovice-Kelčice
Vranovice-Kelčice là một làng thuộc huyện Prostějov, vùng Olomoucký, Cộng hòa Séc.